# Страшимировско блато
Страшимировското блато (Ятата, Алъданско блато) е защитена местност, разположена на южния бряг на плавателния канал, свързващ Варненското и Белославското езеро, на 1 км източно от град Белослав и южно от село Страшимирово.
Местността „Ятата“ представлява блато с водолюбива растителност, което е превърнато в отстойник. Местообитание на защитени видове птици като малък корморан, розов пеликан, къдроглав пеликан, малък воден бик, нощна чапла, черен щъркел, бял щъркел и др. Площта му е 154 ха. Обявена е за защитена местност на 23 юли 1987 г. с цел опазване на естествените местообитания на редки изащитени видове птици. Тя се прирпокрива със защитената зона по директивата за птиците Ятата.
Отличава се с богато видово разнообразие от птици през всички сезони. На територията му са установени 208 вида птици, от които 62 са включени в Червената книга на България. То е едно от най-важните места в страната за опазването на гнездящите тук кокилобегач (Himantopus himantopus), малък воден бик (Ixobrychus minutus) и червения ангъч (Tadorna ferruginea). Ежегодно по време на миграция над мястото прелитат ята бели и черни щъркели и различни видове грабливи птици. Саблеклюнът (Recurvirostra avosetta) също гнезди в Ятата, макар и в малки количества. По време на миграция могат да се наблюдават 5 световно застрашени вида – малкият корморан (Phalacrocorax pygmeus), къдроглавият пеликан (Pelecanus crispus), белооката потапница (Aythya nyroca), както и блестящият ибис (Plegadis falcinellus) и бялата лопатарка (Platalea leucorodia).
Към мястото се отнасят и заобикалящите го пасища, възвишения с ниски скални венци и малка долина в южната му част. Мястото представлява мозайка от разнообразни местообитания, като най-характерни са заблатените територии. Местността е обявена за защитена с цел запазване естествените местообитания на редките и защитени птици. Видовото многообразие представлява орнотологичен интерес и дава възможност за предлагане на специализиран екотуристически продукт.
В защитената местност се забраняват:
- убиване, улавяне и безпокоене на птиците, разваляне на гнездата или събиране на яйцата и малките им;
- ловуване;
- сечи, освен отгледни и санитарни;
- строителство, разкриване на кариери и всякакви други дейности, с които се изменя естествения облик на местността или водния режим;
- изхвърляне на непречистени води от пречиствателната станция или фенолни продукти;
- залесяване с подходящи дървесни видове, съгласувано с Комитета за опазване на природната среда;
- биотехнологични мероприятия, подобряващи условията за размножаване на водолюбивите птици;
- ремонтни и други видове работи, свързани с поддръжката на пречиствателната станция;
- паркоустрояване на крайните западни части по изготвен за целта проект;
- извеждане на отгледни и санитарни сечи в периода от 15 август до 1 март;
- ползване на земите от селскостопанския фонд по традиционен начин.[1]